# Günter Frecksmeier
Günter Frecksmeier (* 25. November 1937 in Bielefeld) ist ein deutscher Künstler, Maler, Zeichner und Grafiker.

## Leben
Günter Frecksmeier wurde 1937 in Bielefeld geboren. Von 1952 bis 1955 absolvierte er eine Lehre als Dekorationsmaler und wurde 1962 in den Bundesverband Bildender Künstlerinnen und Künstler aufgenommen. Anschließend studierte er im Jahr 1963 an der Kunstakademie Düsseldorf beim Hauptvertreter der Informellen Kunst Karl Otto Götz. Bereits im Jahr 1968 gründete er eigenes Atelier in Bielefeld. Im Jahr 1990 erhielt er ein Stipendium der Gemeinde Wangerland im Künstlerhaus Hooksiel. 2003 zog er nach Wüsten bei Bad Salzuflen um. Von 2006 bis 2016 lebte und wirkte er in Herford, zog 2016 nach Minden und 2017/18 nach Bielefeld um.
Seit über 40 Jahren stellt Günter Frecksmeier seine Werke in Einzel- und Gruppenausstellungen in Westfalen aus. Seine Bilder zur Bibel wurden in vier Bildzyklen bei der Kunst und Kultur in der Evangelisch-lutherischen Landeskirche Hannovers ausgestellt. Weitere Kunstwerke sind auch in Köln, Berlin, in der Schweiz und den Niederlanden ausgestellt worden.

## Kunstwerke (Auswahl)
| - Brettspieler - Am Strand - Die Heuschrecken - Vertreibung aus dem Paradies - Kirchenmäuse - Der Besuch - Tafelrunde - Olympia - Dulcinea - Orpheus - Amazone - Medusa - Minotaurus | - Kentauren - Don Quijote - Lebensstufen - Genesis 1, Urknall - Genesis 4, Die Gestirne - Hiob 2, Hiob - Hohelied Salomos 4, Sulamith - Leben und Tod (Holzschnitt) - Brot und Spiele - Lagertanz (Acryl auf Leinwand) - Die Arche |

## Ausstellungen (Auswahl)
- 1983: Kunsthalle Bielefeld
- 1991: Allersmaborg bei Ezinge, Niederlande
- 1994: Kapuzinerkloster in Dornach SO, Schweiz
- 1995: Kunstgalerie Roswitha Tittel, Köln
- 1999: Galerie Haus Reineberg, Hüllhorst
- 2006: Galerie Haus der Kirche, Bielefeld
- 2008: Kunstgalerie Tieck, Berlin
- 2010: Petrus-und-Paulus-Kirche in Timmel
- 2010: Leer (Ostfriesland) – Bilder zur Bibel
- 2012: Ludgeri-Kirche in Norden
- 2016: Kunstgalerie van Laak und Bérenger, Bielefeld
- 2017: Galerie Raumstation, Bielefeld

## Publikationen (Auswahl)
- mit Sven Grotendiek: Der große Ritter Don Quijote. AT Edition, Münster 2007, ISBN 3-89781-114-6.
- mit Sven Grotendiek: Das Evangelium nach Johannes. AT Edition, Münster 2007, ISBN 978-3-89781-122-5.
- mit Sven Grotendiek: Bilder zur Bibel. Katalog Ausstellung Leer (Ostfriesland). Edward Verlag, Hagen 2010, ISBN 978-3-9813236-3-4.
- mit Sven Grotendiek: Vater, Mutter und ein Künstler. Aus dem Familienalbum Günter Frecksmeiers. Bildband. Adal Medien, Hameln 2012.
- Günter Frecksmeier 50 Jahre Malerei. Werke des Malers Günter Frecksmeier aus mehr als fünf Jahrzehnten. (Wandkalender 2017, 14 Seiten, DIN A3), Calvendo Verlag, Unterhaching 2016, ISBN 978-3665235376.